# Euzebiusz Kiełkiewicz
Euzebiusz Aleksander Kiełkiewicz (ur. 4 września 1935 w Warszawie, zm. 18 stycznia 2012 w Pruszkowie) – polski inżynier i wykładowca, w latach 1995–1998 prezydent Pruszkowa.

## Życiorys
Syn Mirona i Janiny. W 1953 ukończył naukę w Liceum Ogólnokształcącym im. Tomasza Zana w Pruszkowie, następnie zaś odbył studia inżynieryjne. Był autorem publikacji naukowych, m.in. Metoda dzielenia i normowania pracy MTM-2 (szwedzka odmiana systemu czasów elementarnych) (Warszawa 1967), Ogólne zasady kompleksowego wprowadzenia metod ruchów elementarnych do przemysłu (Warszawa 1975), Metoda analizy i mierzenia pracy (AMP) (współautor Edward Chołuj, Warszawa 1976), Badanie metod pracy: wykład (współautor Edward Chołuj, Warszawa 1973). Przez ponad trzy dekady był pracownikiem Instytutu Organizacji Przemysłu Maszynowego, m.in. wykładał w Ośrodku Doskonalenia Kadr Kierowniczych Instytutu. W latach 1977–1987 pracował jako wykładowca na Uniwersytecie w Zairze.
W 1994 uzyskał mandat radnego Rady Miejskiej Pruszkowa z ramienia Unii Wolności i Samorządności. Został wybrany na wiceprzewodniczącego rady. Wkrótce przystąpił do Klubu Radnych Niezależnych. W 1995 z inicjatywy Porozumienia Centrum objął funkcję prezydenta miasta, wygrywając w głosowaniu z byłym burmistrzem Grodziska Mazowieckiego Euzebiuszem Sową. Urząd ten sprawował do jesieni 1998.